# بيتر أنيت
بيتر أنيت (بالإنجليزية: Peter Annet)‏ (1693 - 18 يناير 1769) فيلسوف إنكليزي.
هاجم تعليم الكنسية وشكك في التنزيل الإنجيلي، كما استبعد وجود المعجزات التي لا تعدو في نظره ان تكون ظاهرات طبيعية أو من تأليف الرواة.